# Championnat d'Angleterre de rugby à XV 2007-2008
Navigation
Guinness Premiership 2006-2007 Guinness Premiership 2008-2009
Le Championnat d'Angleterre de rugby à XV, qui porte le nom Guinness Premiership de son sponsor du moment, oppose pour la saison 2007-2008 les douze meilleures équipes anglaises de rugby à XV.
Le championnat débute le 15 septembre 2007 et s'achève le 31 mai 2008 par la finale au stade de Twickenham. Une première phase de classement voit s'affronter toutes les équipes en matches aller et retour. À la fin de cette phase régulière, les quatre premières équipes sont qualifiées pour les demi-finales et la dernière du classement est rétrogradée en National Division One. La saison se termine sur une phase de play-off avec des demi-finales et une finale pour l'attribution du titre. Cette saison, les Leeds Carnegie (anciennement Leeds Tykes) accèdent à l'élite et remplacent les Northampton Saints qui ont été relégués en National Division 1.
Les London Wasps sont sacrés champions après avoir battu Leicester Tigers en finale. Gloucester Rugby termine la phase régulière en tête puis est battu en demi-finale par Leicester Tigers. Le club de Bath Rugby, quatrième de la phase régulière et demi-finaliste, ainsi que les Sale Sharks et les Harlequins, respectivement cinquièmes et sixièmes de la phase régulière, sont qualifiés pour la Hcup 2008-2009. Le club de Leeds Carnegie termine la phase de poule à la dernière place et est relégué en National Division 1.

## Liste des équipes en compétition
| - Bath Rugby - Bristol Rugby - Gloucester Rugby - Harlequins | - Leeds Carnegie - Leicester Tigers - London Irish - London Wasps | - Newcastle Falcons - Sale Sharks - Saracens - Worcester Rugby |

| Bath Bristol Gloucester Harlequins Leeds Leicester London · Irish Wasps Newcastle Sale Saracens Worcester |

## Classement de la phase régulière
| Rang | Club                 | J  | V  | N | D  | Bo | Bd | Pm  | Pe  | Diff | Pts |
| ---- | -------------------- | -- | -- | - | -- | -- | -- | --- | --- | ---- | --- |
| 1    | Gloucester Rugby     | 22 | 15 | 0 | 7  | 7  | 7  | 551 | 374 | +177 | 74  |
| 2    | Wasps RFC            | 22 | 14 | 2 | 6  | 7  | 3  | 599 | 459 | +140 | 70  |
| 3    | Bath Rugby           | 22 | 15 | 0 | 7  | 6  | 3  | 526 | 387 | +139 | 69  |
| 4    | Leicester Tigers (T) | 22 | 13 | 0 | 9  | 6  | 6  | 539 | 428 | +111 | 64  |
| 5    | Sale Sharks          | 22 | 14 | 0 | 8  | 4  | 3  | 481 | 374 | +107 | 63  |
| 6    | Harlequins           | 22 | 12 | 0 | 10 | 7  | 8  | 480 | 440 | +40  | 63  |
| 7    | London Irish         | 22 | 13 | 0 | 9  | 2  | 5  | 433 | 382 | +51  | 59  |
| 8    | Saracens             | 22 | 11 | 0 | 11 | 3  | 5  | 533 | 525 | +8   | 52  |
| 9    | Bristol Bears        | 22 | 7  | 1 | 14 | 3  | 5  | 393 | 473 | -80  | 37¹ |
| 10   | Worcester Warriors   | 22 | 6  | 2 | 14 | 1  | 7  | 387 | 472 | -85  | 36  |
| 11   | Newcastle Falcons    | 22 | 7  | 0 | 15 | 1  | 5  | 333 | 542 | -209 | 34  |
| 12   | Leeds Carnegie (P)   | 22 | 2  | 1 | 19 | 0  | 2  | 336 | 732 | -396 | 12  |

¹ Bristol a un point de pénalité pour avoir disputé un match avec un joueur non qualifié.
|  | Qualifiés pour la phase finale et la Coupe d'Europe 2008-2009 (no 1, no 2, no 3, no 4). |
|  | Qualifié pour la Coupe d'Europe 2008-2009 (no 5, no 6). |
|  | Relégué en National Division 1 (no 12). |
|  | T : Tenant du titre 2007 • P : Promu 2007 V : Victoires • N : Matches Nuls • D : Défaites • BO : Bonus Offensif • BD : Bonus Défensif • PP : Points Pour (marqués) • PC : Points Contre (encaissés) • Diff : Différence de points |

Attribution des points : victoire sur tapis vert : 5, victoire : 4, match nul : 2, défaite : 0, forfait : -2 ; plus les bonus (offensif : 4 essais marqués ; défensif : défaite par 7 points d'écart maximum).
Règles de classement : 1. Nombre de victoires ; 2.différence de points ; 3. nombre de points marqués ; 4. points marqués dans les matches entre équipes concernées ; 5. Nombre de victoires en excluant la 1re journée, puis la 2de journée, et ainsi de suite.

## Résultats des rencontres de la phase régulière

### Tableau synthétique des résultats
L'équipe qui reçoit est indiquée dans la colonne de gauche.
| Clubs             | BAT   | BRI   | GLO   | HAR   | LEE   | LEI   | LOI   | LOW   | NEW   | SAL   | SAR   | WOR   |
| Bath Rugby        |       | 28-13 | 10-5  | 25-10 | 41-10 | 26-12 | 19-6  | 34-42 | 22-11 | 21-19 | 66-21 | 29-15 |
| Bristol Rugby     | 9-19  |       | 29-26 | 15-28 | 39-13 | 13-26 | 14-11 | 23-23 | 23-16 | 17-24 | 18-3  | 21-22 |
| Gloucester Rugby  | 8-6   | 27-0  |       | 27-25 | 39-16 | 13-20 | 34-14 | 18-17 | 28-20 | 31-12 | 39-15 | 29-7  |
| Harlequins        | 22-16 | 24-18 | 30-25 |       | 39-15 | 13-42 | 35-27 | 26-25 | 15-9  | 16-23 | 20-27 | 36-15 |
| Leeds Carnegie    | 15-34 | 13-30 | 24-49 | 6-32  |       | 6-29  | 24-26 | 28-45 | 16-15 | 20-34 | 3-31  | 26-21 |
| Leicester Tigers  | 26-16 | 32-14 | 17-30 | 31-28 | 34-21 |       | 25-17 | 19-24 | 41-14 | 11-14 | 36-23 | 28-20 |
| London Irish      | 20-22 | 28-8  | 15-10 | 13-6  | 43-20 | 22-13 |       | 16-22 | 19-0  | 20-12 | 27-24 | 23-16 |
| London Wasps      | 25-10 | 32-30 | 17-25 | 29-25 | 25-17 | 17-20 | 28-14 |       | 35-41 | 29-19 | 19-29 | 49-12 |
| Newcastle Falcons | 20-33 | 8-28  | 13-20 | 19-12 | 21-19 | 28-25 | 8-13  | 13-32 |       | 33-12 | 16-14 | 15-12 |
| Sale Sharks       | 22-6  | 20-6  | 22-16 | 20-13 | 29-3  | 20-14 | 7-17  | 16-0  | 53-10 |       | 34-30 | 15-22 |
| Saracens          | 26-20 | 25-20 | 31-38 | 6-15  | 66-7  | 26-19 | 24-20 | 29-40 | 19-22 | 24-20 |       | 19-6  |
| Worcester Rugby   | 20-23 | 25-5  | 17-14 | 7-10  | 10-10 | 23-19 | 11-12 | 24-24 | 51-10 | 15-34 | 16-21 |       |

|  | Victoire à domicile |  | Match nul |  | Défaite à domicile |

### Détail des résultats
Les points marqués par chaque équipe sont inscrits dans les colonnes centrales (3-4) alors que les essais marqués sont donnés dans les colonnes latérales (1-6). Les points de bonus sont symbolisés par une bordure bleue pour les bonus offensifs (quatre essais ou plus marqués), orange pour les bonus défensifs (défaite avec au plus sept points d'écart), rouge si les deux bonus sont cumulés.

#### Matches aller
| 4 | Bath         | 29 | 15 | Worcester    | 2 |
| 4 | Harlequins   | 35 | 27 | London Irish | 3 |
| 1 | London Wasps | 19 | 29 | Saracens     | 3 |
| 1 | Bristol      | 13 | 26 | Leicester    | 2 |
| 2 | Leeds        | 24 | 49 | Gloucester   | 8 |
| 4 | Newcastle    | 33 | 12 | Sale         | 2 |

| 2 | Leicester    | 26 | 16 | Bath         | 1 |
| 5 | Harlequins   | 39 | 15 | Leeds        | 2 |
| 3 | Worcester    | 24 | 24 | London Wasps | 2 |
| 2 | London Irish | 19 | 0  | Newcastle    | 0 |
| 1 | Sale         | 20 | 0  | Bristol      | 0 |
| 3 | Saracens     | 31 | 38 | Gloucester   | 4 |

| 2 | Bath         | 21 | 19 | Sale         | 1 |
| 3 | Gloucester   | 29 | 7  | Worcester    | 1 |
| 3 | Newcastle    | 19 | 12 | Harlequins   | 0 |
| 1 | Bristol      | 14 | 11 | London Irish | 1 |
| 1 | Leeds        | 7  | 31 | Saracens     | 4 |
| 1 | London Wasps | 17 | 20 | Leicester    | 1 |

| 1 | Sale         | 16 | 0  | London Wasps | 0 |
| 1 | London Irish | 20 | 22 | Bath         | 3 |
| 2 | Newcastle    | 21 | 19 | Leeds        | 2 |
| 3 | Harlequins   | 24 | 18 | Bristol      | 2 |
| 1 | Worcester    | 16 | 21 | Saracens     | 2 |
| 2 | Leicester    | 17 | 30 | Gloucester   | 3 |

| 3 | Leeds        | 26 | 21 | Worcester    | 2 |
| 3 | Bath         | 25 | 10 | Harlequins   | 1 |
| 3 | Gloucester   | 31 | 12 | Sale         | 2 |
| 2 | Bristol      | 23 | 16 | Newcastle    | 1 |
| 3 | London Wasps | 28 | 14 | London Irish | 1 |
| 3 | Saracens     | 26 | 19 | Leicester    | 2 |

| 4 | Sale         | 34 | 30 | Saracens     | 3 |
| 2 | Harlequins   | 26 | 25 | London Wasps | 3 |
| 3 | Leicester    | 28 | 20 | Worcester    | 2 |
| 2 | Newcastle    | 20 | 33 | Bath         | 5 |
| 5 | Bristol      | 39 | 13 | Leeds        | 1 |
| 2 | London Irish | 15 | 10 | Gloucester   | 1 |

| 2 | Worcester    | 15 | 34 | Sale         | 4 |
| 3 | Bath         | 28 | 13 | Bristol      | 1 |
| 0 | Leeds        | 6  | 29 | Leicester    | 3 |
| 3 | Gloucester   | 27 | 25 | Harlequins   | 4 |
| 4 | London Wasps | 35 | 12 | Newcastle    | 2 |
| 2 | Saracens     | 24 | 20 | London Irish | 1 |

| 5 | Bath         | 41 | 10 | Leeds        | 1 |
| 3 | Bristol      | 23 | 23 | London Wasps | 2 |
| 2 | Harlequins   | 20 | 27 | Saracens     | 3 |
| 1 | Sale         | 20 | 14 | Leicester    | 1 |
| 2 | London Irish | 23 | 16 | Worcester    | 1 |
| 1 | Newcastle    | 13 | 20 | Gloucester   | 2 |

| 4 | Leicester    | 25 | 17 | London Irish | 1 |
| 3 | London Wasps | 25 | 10 | Bath         | 1 |
| 4 | Gloucester   | 27 | 0  | Bristol      | 0 |
| 1 | Worcester    | 7  | 10 | Harlequins   | 2 |
| 3 | Leeds        | 20 | 34 | Sale         | 4 |
| 2 | Saracens     | 19 | 22 | Newcastle    | 3 |

| 1 | Bath         | 10 | 5  | Gloucester | 1 |
| 3 | London Wasps | 25 | 17 | Leeds      | 2 |
| 1 | Harlequins   | 13 | 42 | Leicester  | 5 |
| 2 | Bristol      | 18 | 3  | Saracens   | 0 |
| 3 | London Irish | 20 | 12 | Sale       | 0 |
| 0 | Newcastle    | 15 | 12 | Worcester  | 0 |

| 11e journée vendredi 25, samedi 26 and dimanche 27 janvier \| 2 \| Sale \| 20 \| 13 \| Harlequins \| 1 \| \| 0 \| Gloucester \| 18 \| 17 \| London Wasps \| 2 \| \| 4 \| Leicester' \| 41 \| 14 \| Newcastle \| 1 \| \| 3 \| Worcester \| 25 \| 5 \| Bristol \| 1 \| \| 2 \| Saracens \| 26 \| 20 \| Bath \| 3 \| \| 2 \| Leeds \| 24 \| 26 \| London Irish \| 4 \| |            |    |    |              |   |
| 2 | Sale       | 20 | 13 | Harlequins   | 1 |
| 0 | Gloucester | 18 | 17 | London Wasps | 2 |
| 4 | Leicester' | 41 | 14 | Newcastle    | 1 |
| 3 | Worcester  | 25 | 5  | Bristol      | 1 |
| 2 | Saracens   | 26 | 20 | Bath         | 3 |
| 2 | Leeds      | 24 | 26 | London Irish | 4 |

#### Matches retour
| 2 | Sale         | 29 | 3  | Leeds        | 0 |
| 4 | Bath         | 34 | 42 | London Wasps | 5 |
| 5 | Harlequins   | 36 | 15 | Worcester    | 2 |
| 1 | London Irish | 22 | 13 | Leicester    | 1 |
| 2 | Bristol      | 29 | 26 | Gloucester   | 3 |
| 1 | Newcastle    | 16 | 14 | Saracens     | 1 |

| 1 | Worcester    | 11 | 12 | London Irish | 0 |
| 3 | Gloucester   | 28 | 20 | Newcastle    | 2 |
| 1 | Leicester    | 11 | 14 | Sale         | 1 |
| 4 | London Wasps | 32 | 30 | Bristol      | 4 |
| 2 | Leeds        | 15 | 34 | Bath         | 4 |
| 0 | Saracens     | 6  | 15 | Harlequins   | 2 |

| 0 | Sale         | 15 | 22 | Worcester    | 1 |
| 2 | London Irish | 27 | 24 | Saracens     | 2 |
| 3 | Harlequins   | 30 | 25 | Gloucester   | 4 |
| 5 | Leicester    | 34 | 21 | Leeds        | 2 |
| 0 | Bristol      | 9  | 19 | Bath         | 1 |
| 2 | Newcastle    | 13 | 32 | London Wasps | 4 |

| 1 | Bath         | 22 | 11 | Newcastle    | 1 |
| 3 | Worcester    | 23 | 19 | Leicester    | 1 |
| 4 | Gloucester   | 34 | 14 | London Irish | 1 |
| 1 | Leeds        | 13 | 30 | Bristol      | 4 |
| 2 | London Wasps | 29 | 25 | Harlequins   | 3 |
| 2 | Saracens     | 24 | 20 | Sale         | 2 |

| 1 | Sale         | 22 | 16 | Gloucester   | 1 |
| 3 | Leicester    | 36 | 23 | Saracens     | 2 |
| 2 | Worcester    | 10 | 10 | Leeds        | 1 |
| 1 | Harlequins   | 22 | 16 | Bath         | 1 |
| 2 | London Irish | 16 | 22 | London Wasps | 1 |
| 1 | Newcastle    | 8  | 28 | Bristol      | 3 |

| 1 | Gloucester   | 13 | 20 | Leicester    | 2 |
| 1 | Saracens     | 19 | 6  | Worcester    | 0 |
| 1 | Leeds        | 16 | 15 | Newcastle    | 2 |
| 2 | Bath         | 19 | 16 | London Irish | 1 |
| 0 | Bristol      | 15 | 28 | Harlequins   | 4 |
| 2 | London Wasps | 29 | 19 | Sale         | 1 |

| 1  | Sale         | 22 | 6  | Bath         | 0 |
| 1  | Leicester    | 19 | 24 | London Wasps | 3 |
| 0  | Harlequins   | 15 | 9  | Newcastle    | 0 |
| 3  | Worcester    | 17 | 14 | Gloucester   | 2 |
| 3  | London Irish | 28 | 8  | Bristol      | 1 |
| 10 | Saracens     | 66 | 7  | Leeds        | 1 |

| 2 | Bristol      | 17 | 24 | Sale         | 3 |
| 6 | Gloucester   | 39 | 15 | Saracens     | 2 |
| 7 | London Wasps | 49 | 12 | Worcester    | 2 |
| 0 | Leeds        | 6  | 32 | Harlequins   | 4 |
| 1 | Newcastle    | 8  | 13 | London Irish | 2 |
| 3 | Bath         | 26 | 12 | Leicester    | 2 |

| 1 | London Irish | 13 | 6  | Harlequins   | 0 |
| 5 | Gloucester   | 39 | 16 | Leeds        | 1 |
| 5 | Leicester    | 32 | 14 | Bristol      | 2 |
| 3 | Worcester    | 20 | 23 | Bath         | 3 |
| 5 | Saracens     | 29 | 40 | London Wasps | 6 |
| 8 | Sale         | 53 | 10 | Newcastle    | 1 |

| 0 | Bristol      | 21 | 22 | Worcester  | 3 |
| 9 | Bath         | 66 | 21 | Saracens   | 3 |
| 2 | Harlequins   | 16 | 23 | Sale       | 2 |
| 7 | London Irish | 43 | 20 | Leeds      | 2 |
| 2 | London Wasps | 17 | 25 | Gloucester | 3 |
| 3 | Newcastle    | 28 | 25 | Leicester  | 3 |

| 22e journée samedi 10 mai \| 1 \| Gloucester \| 8 \| 6 \| Bath \| 0 \| \| 3 \| Leeds \| 28 \| 45 \| London Wasps \| 6 \| \| 5 \| Leicester \| 31 \| 28 \| Harlequins \| 4 \| \| 1 \| Sale \| 7 \| 17 \| London Irish \| 3 \| \| 3 \| Saracens \| 25 \| 20 \| Bristol \| 2 \| \| 8 \| Worcester \| 51 \| 10 \| Newcastle \| 1 \| |            |    |    |              |   |
| 1 | Gloucester | 8  | 6  | Bath         | 0 |
| 3 | Leeds      | 28 | 45 | London Wasps | 6 |
| 5 | Leicester  | 31 | 28 | Harlequins   | 4 |
| 1 | Sale       | 7  | 17 | London Irish | 3 |
| 3 | Saracens   | 25 | 20 | Bristol      | 2 |
| 8 | Worcester  | 51 | 10 | Newcastle    | 1 |

## Demi-finales
| Date        | Lieu       | Équipe       | Score   | Équipe     | Spectateurs |
| ----------- | ---------- | ------------ | ------- | ---------- | ----------- |
| 18 mai 2008 | Adams Park | London Wasps | 21 - 10 | Bath Rugby | 10 000      |

Points marqués
- London Wasps: 3 essais de Fraser Waters (30e), Riki Flutey (36e), Tom Palmer (59e), 3 transformations de Danny Cipriani (30e, 36e) et Mark van Gisbergen (59e)
- Bath Rugby: 1 essai d'Alex Crockett (27e), 1 transformation d'Olly Barkley (27e), 1 pénalité d'Olly Barkley (56e)

| Date        | Lieu      | Équipe           | Score   | Équipe           | Spectateurs |
| ----------- | --------- | ---------------- | ------- | ---------------- | ----------- |
| 18 mai 2008 | Kingsholm | Gloucester Rugby | 25 - 26 | Leicester Tigers | 16 500      |

Points marqués
- Gloucester Rugby: 1 essai de James Simpson-Daniel (57e), 1 transformation de Ryan Lamb (57e), 5 pénalités de Ryan Lamb (6e, 17e, 29e, 38e, 49e), 1 drop de Willie Walker (76e)
- Leicester Tigers: 2 essais de Alesana Tuilagi (52e) et Aaron Mauger (63e), 2 transformations d'Andy Goode (52e, 63e), 3 pénalités d'Andy Goode (11e, 42e, 68e), 1 drop d'Andy Goode (78e)

## Finale
| Équipes                 | London Wasps - Leicester Tigers |
| Score                   | 26-16 (23-6) |
| Date                    | 31 mai 2008 |
| Stade                   | Twickenham, Londres |
| Spectateurs             | 81 600 |
| Arbitre                 | |
| Composition des équipes | |
| London Wasps            | Titulaires : 15 Mark van Gisbergen, 14 Paul Sackey, 13 Fraser Waters, 12 Dominic Waldouck (79e), 11 Josh Lewsey, 10 Riki Flutey, 9 Eoin Reddan (79e), 8 Lawrence Dallaglio (67e), 7 Tom Rees, 6 James Haskell, 5 Tom Palmer (79e), 4 Simon Shaw, 3 Phil Vickery, 2 Raphaël Ibañez (61e), 1 Tim Payne (61e) Remplaçants : 16 Joe Ward, 17 Pat Barnard, 18 Richard Birkett, 19 Joe Worsley, 20 Mark McMillan, 21 Jeremy Staunton, 22 John Hart                        |
| Leicester Tigers        | Titulaires : 15 Geordan Murphy, 14 Tom Varndell, 13 Daniel Hipkiss (41e), 12 Aaron Mauger (23e), 11 Alesana Tuilagi, 10 Andy Goode, 9 Harry Ellis (80e), 8 Jordan Crane, 7 Ben Herring (26e, 56e, 59e), 6 Martin Corry, 5 Ben Kay, 4 Marco Wentzel (54e), 3 Julian White, 2 Mefin Davies (46e), 1 Boris Stankovich (56e) Remplaçants : 16 Benjamin Kayser, 17 Marcos Ayerza, 18 Richard Blaze, 19 Tom Croft, 20 Christophe Laussucq, 21 Sam Vesty, 22 Ayoola Erinle |
| Points marqués          | |
| London Wasps            | 2 essais de Tom Rees (12e) et de Josh Lewsey (37e), 2 transformations de Mark van Gisbergen (12e, 37e), 4 pénalités de Mark van Gisbergen (6e, 24e, 35e, 72e) |
| Leicester Tigers        | 2 essais de Tom Varndell (56e) et de Harry Ellis (62e), 2 pénalités de Andy Goode (9e, 29e) |

## Statistiques

### Meilleurs réalisateurs

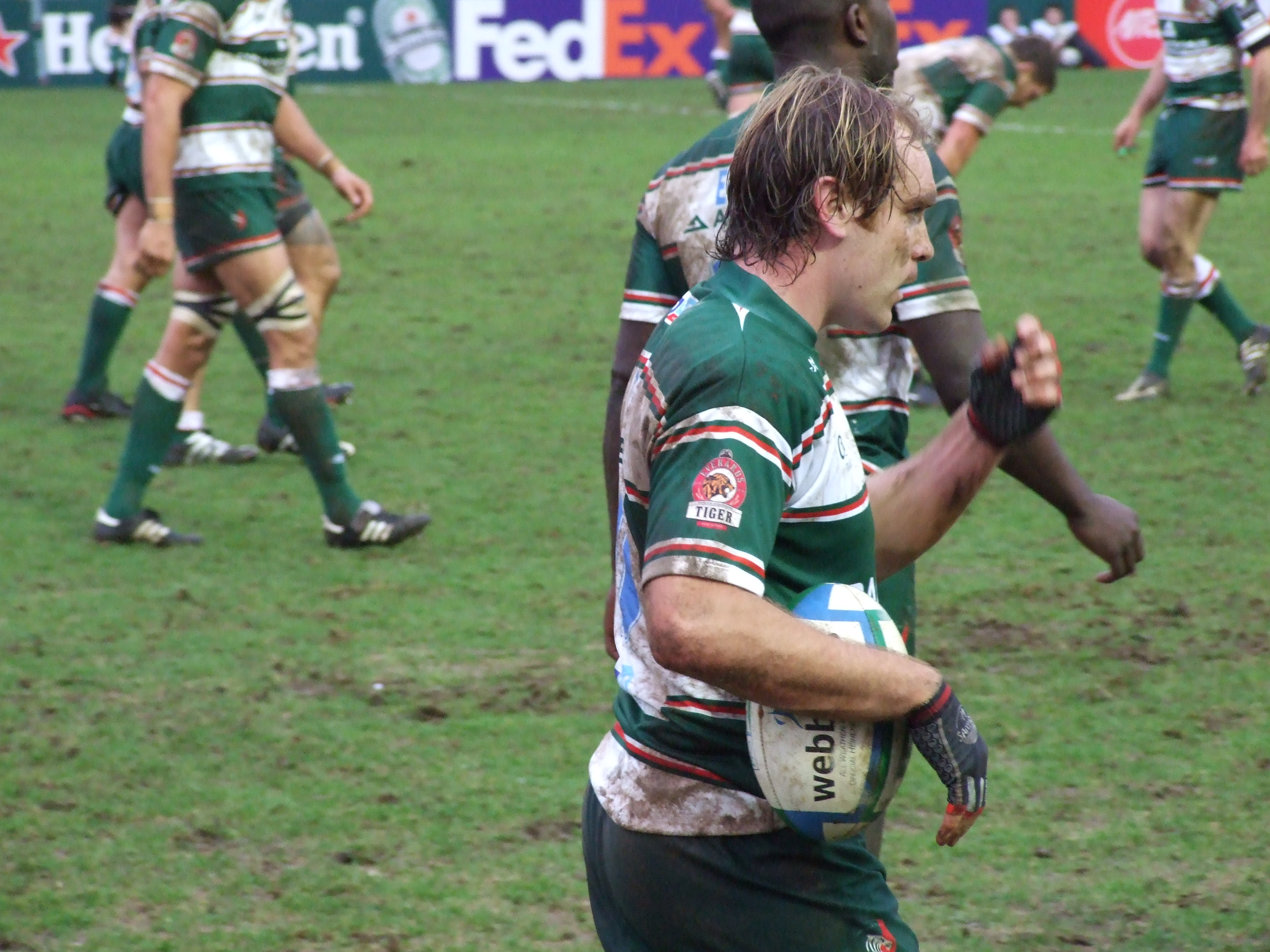
Andy Goode (Leicester)
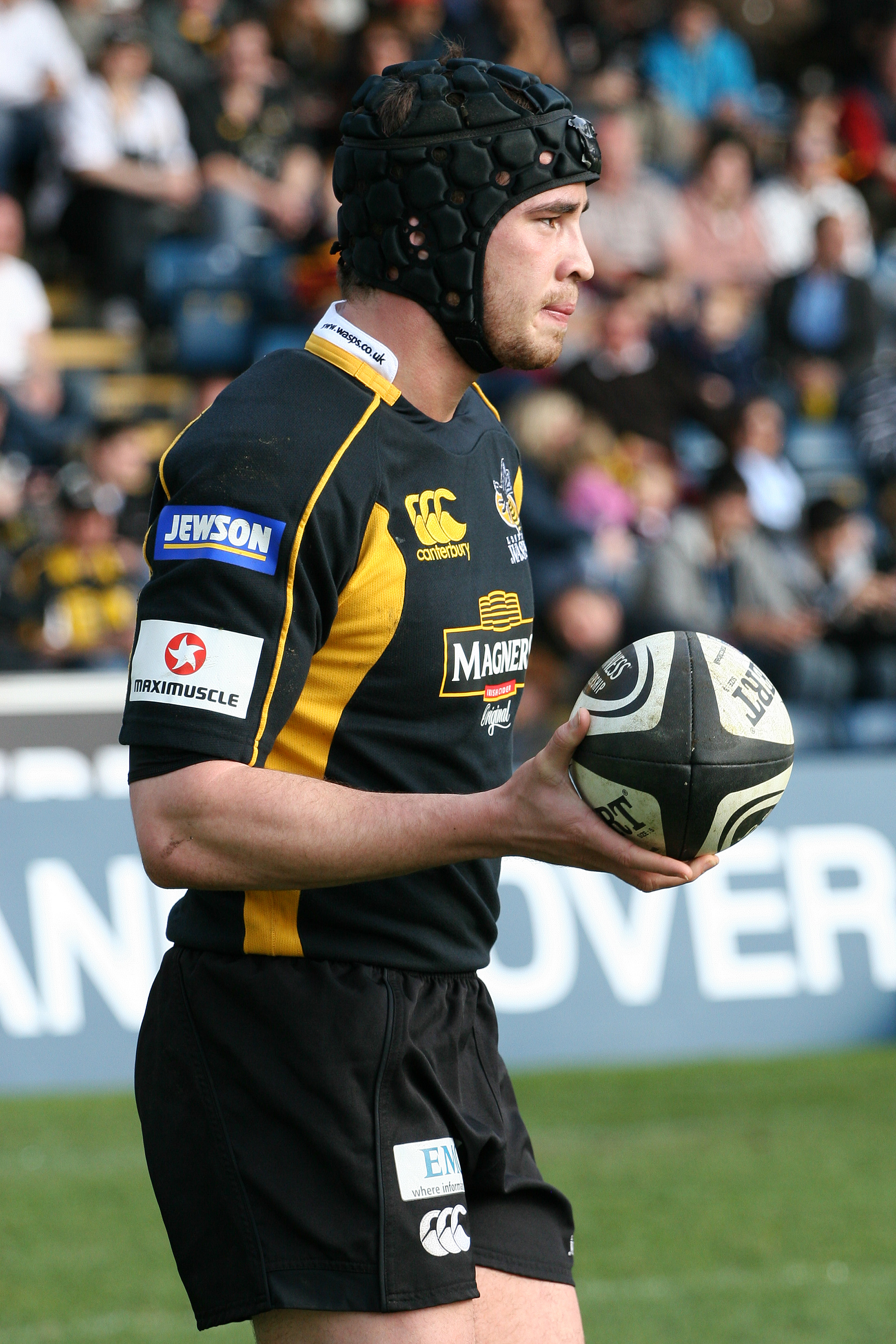
Danny Cipriani (Wasps)
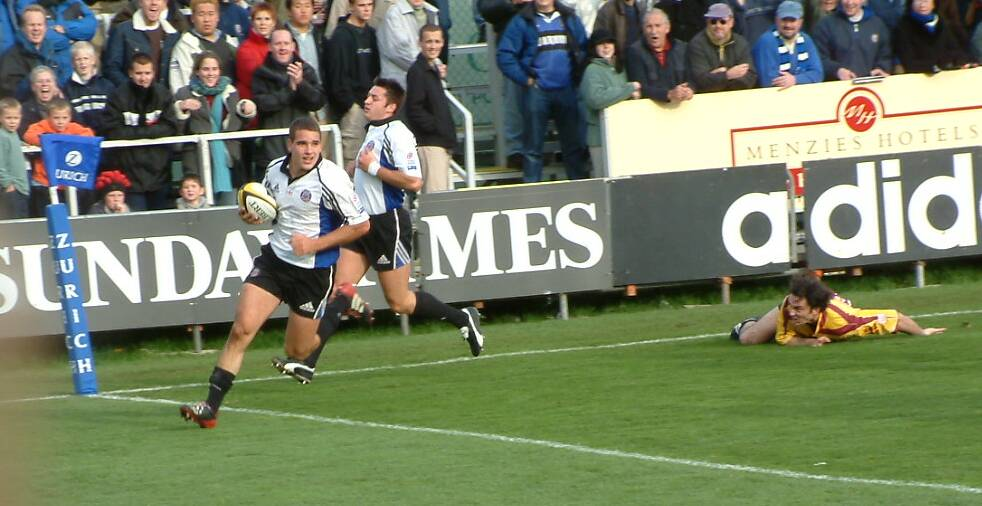
Olly Barkley (Bath)

| Rang | Joueur              | Club               | Points | Essais | Transf. | Pén. | Drops |
| ---- | ------------------- | ------------------ | ------ | ------ | ------- | ---- | ----- |
| 1    | Andy Goode          | Leicester Tigers   | 207    | 1      | 26      | 46   | 4     |
| 2    | Charlie Hodgson     | Sale Sharks        | 201    | 0      | 24      | 42   | 9     |
| 3    | Danny Cipriani      | London Wasps       | 192    | 6      | 39      | 28   | 0     |
| 4    | Glen Jackson        | Saracens           | 179    | 2      | 29      | 35   | 2     |
| 5    | Oliver Barkley      | Bath Rugby         | 178    | 3      | 32      | 33   | 0     |
| 6    | Ryan Lamb           | Gloucester Rugby   | 152    | 4      | 24      | 27   | 1     |
| 7    | Alberto Di Bernardo | Leeds Carnegie     | 127    | 0      | 14      | 28   | 5     |
| 8    | Shane Drahm         | Worcester Warriors | 118    | 1      | 19      | 24   | 1     |
| 9    | Adrian Jarvis       | Harlequins         | 115    | 0      | 17      | 27   | 0     |
| 10   | Chris Malone        | Harlequins         | 107    | 2      | 20      | 17   | 2     |

### Meilleurs marqueurs d'essais

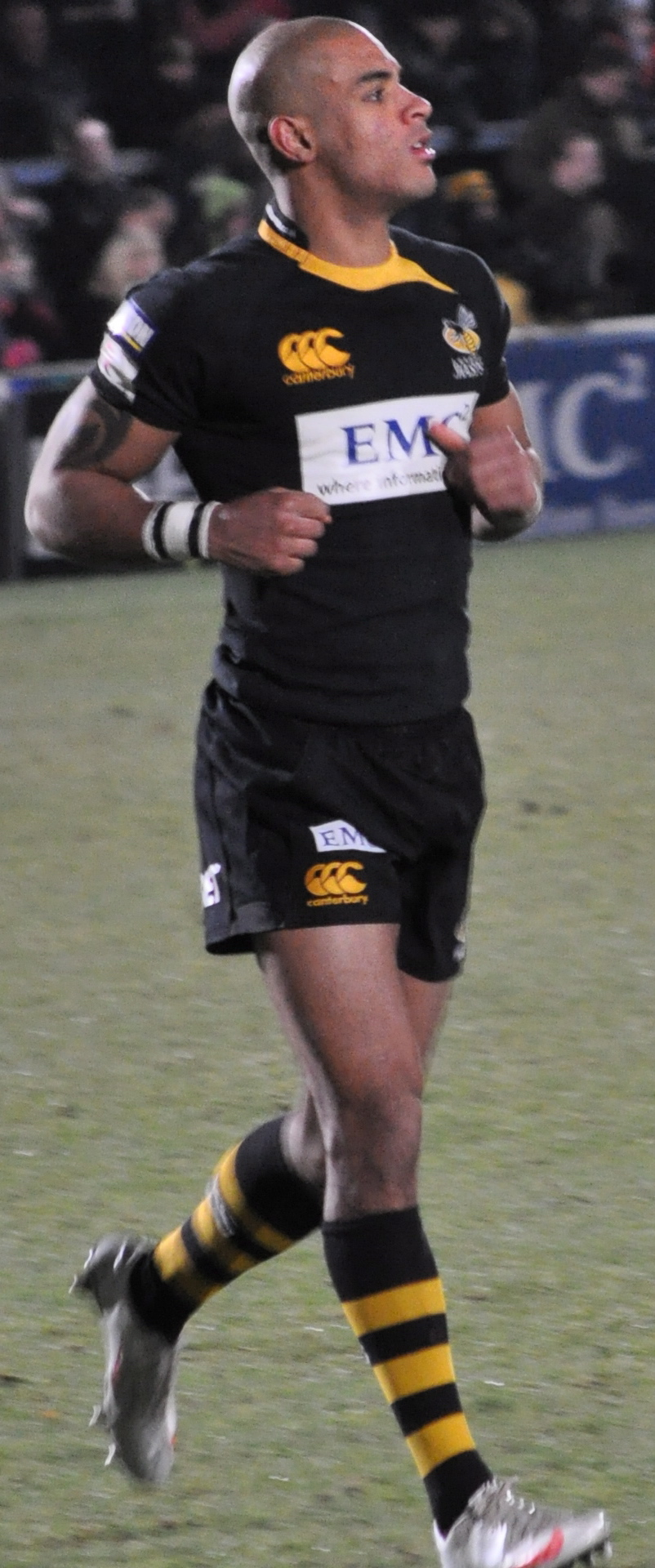
Tom Varndell (Leicester)
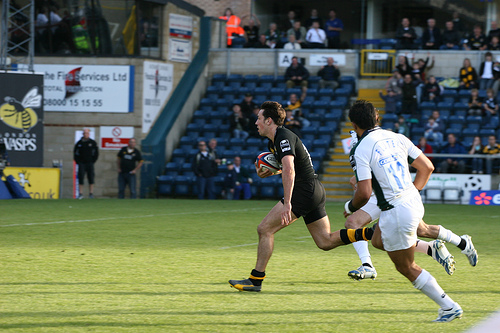
Tom Voyce (Wasps)

| Rang | Joueur               | Club              | Essais |
| ---- | -------------------- | ----------------- | ------ |
| 1    | Tom Varndell         | Leicester Tigers  | 14     |
| 2    | Matt Banahan         | Bath Rugby        | 10     |
| -    | James Simpson-Daniel | Gloucester Rugby  | 10     |
| 4    | Miles Benjamin       | Worcester Rugby   | 9      |
| -    | Lesley Vainikolo     | Gloucester Rugby  | 9      |
| 6    | Ben Foden            | Sale Sharks       | 8      |
| -    | Tom Voyce            | London Wasps      | 8      |
| 8    | Tom Arscott          | Bristol Rugby     | 7      |
| -    | Tom Biggs            | Leeds Carnegie    | 7      |
| -    | Tom May              | Newcastle Falcons | 7      |